# Unión Deportiva Atlético Gramenet
Maillots
Actualités
Le Gramenet Unió Esportiva Atlètica est un club de football catalan basé à Santa Coloma de Gramenet.

## Historique
Le club évolue en Segunda División B (troisième division) pendant 18 saisons consécutives, de 1993 à 2011. Il se classe premier de son groupe en 1994 et 2001, sans toutefois obtenir la montée en Segunda División (deuxième division).
Le club est relégué en Tercera División (quatrième division) en 2011, puis dans les divisions régionales en 2014.

## Arbre généalogique
FC Gramenet - (¿?–1945) → ↓
UD Colomense - (¿?-1945) → UDA Gramanet - (1945–1995) → UDA Gramanet Milán (1995–...)
CF Baleares - (¿?–1945) → ↑
UD Obreros- (¿?–1995) → ↓
UDA Gramanet - (1945–1995) → UDA Gramanet Milán (1995–...)
CD Milán- (¿?–1995) → ↑